# Sous-préfecture de Clermont
La sous-préfecture de Clermont, située rue Georges-Fleury, à Clermont (Oise), en France est l'une des trois sous-préfectures du département de l'Oise, avec Compiègne et Senlis. Sur cet édifice, l'ensemble constitué des façades et de la tourelle fait l'objet d'une inscription au titre des monuments historiques depuis le 30 mai 1927.

## Localisation
La sous-préfecture est située dans la ville de Clermont, dont elle dirige l'arrondissement du même nom, dans le département de l'Oise en région Hauts-de-France. Les bâtiments actuels sont accessibles rue Georges-Fleury, en centre-ville.

## Histoire

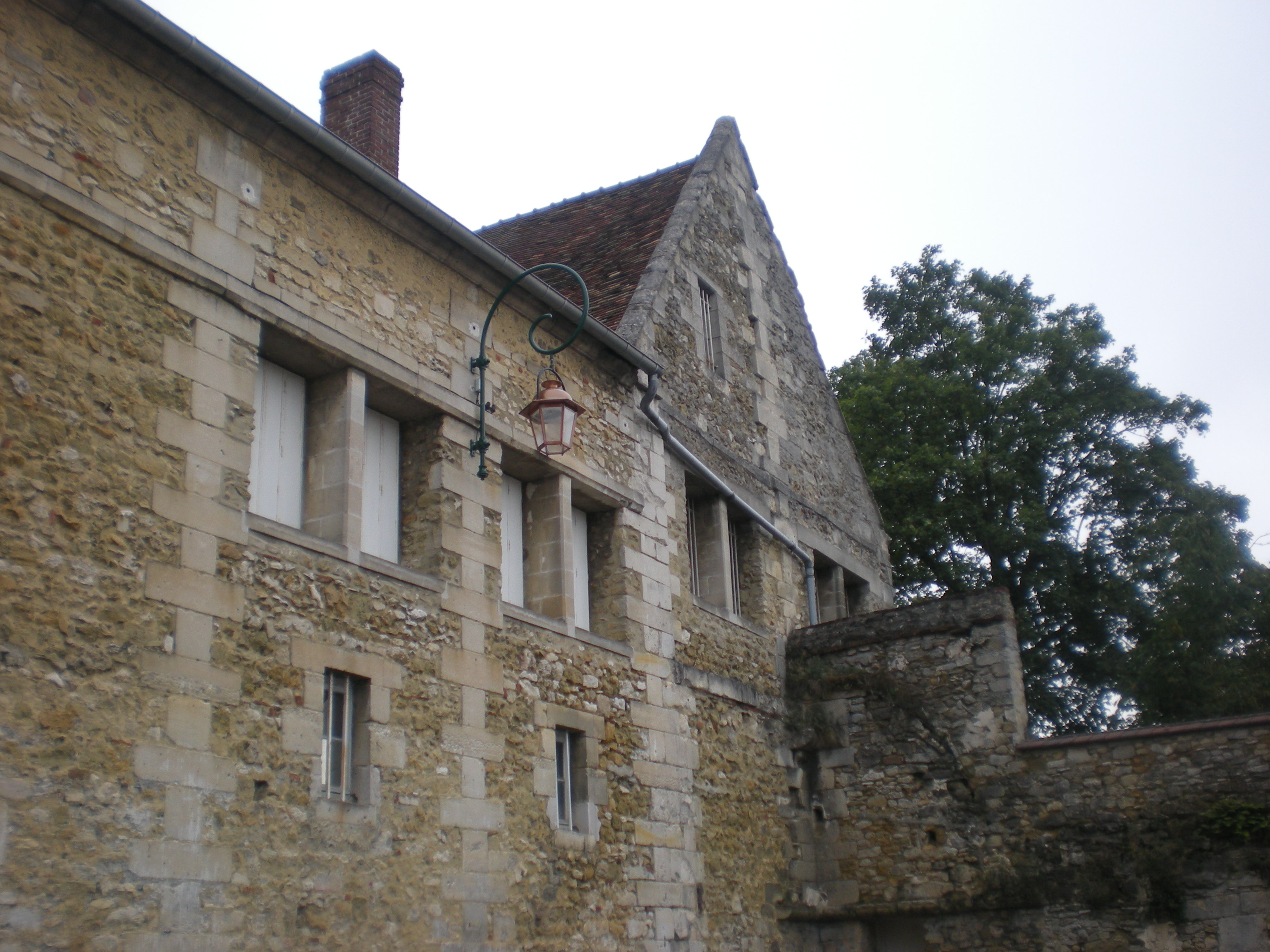
Les anciens bâtiments conventuels, actuelle sous-préfecture

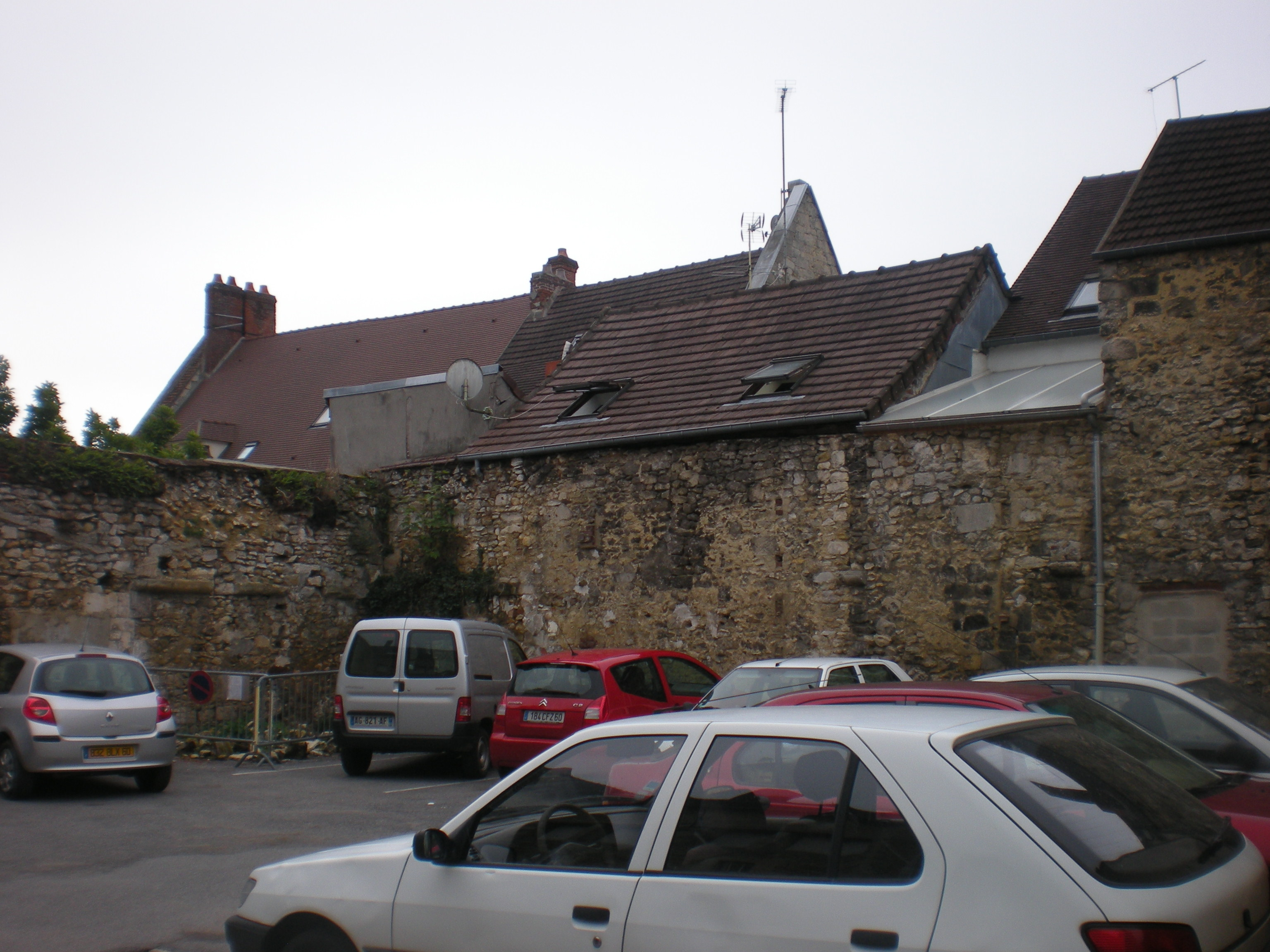
L'emplacement du cloître, actuel parking de la sous-préfecture

Le fief de Saint-André formait un îlot compris entre l'impasse actuelle de la sous-préfecture, la rue de Paris et la rue des Finets (toute la partie actuelle de l'Hôpital Psychiatrique interdépartemental faisait partie intégrante du fief de Saint-André). C'est sur cet emplacement que s'élevait l'ancien couvent des trinitaires, comprenant : l'église Saint-André, le cimetière et les bâtiments conventuels auxquels était accolé le cloître, puis les jardins et les vignes. Cet ensemble formait le couvent des Trinitaires de Saint-André. L'ordre des Trinitaires a été fondé en 1198, par saint Jean de Matha (dont on peut voir une représentation dans un vitrail du transept droit de l'église Saint-Samson), invoqué pour la rédemption des captifs. L'établissement des Trinitaires dans la région de Clermont suivit sans doute de très près la fondation de l'ordre.
Le premier emplacement du couvent était situé au bois Saint-Jean (ferme du bois Saint-Jean) dépendant de Warty (Fitz-James). Les religieux y possédait des biens importants, qu'ils détenait encore au moment de la Révolution française. D'autre part, il existait déjà au faubourg un fief, comprenant un hôtel-Dieu où étaient soignés les malades et où on hébergeait les pauvres. Le plus ancien titre parlant de cette institution date de 1146. C'est au milieu du XIIIe siècle que l'on voit disparaître de ce lieu l'hôtel-dieu, auquel succède le couvent des Trinitaires. En juin 1244, Alphonse de Portugal, comte de Boulogne et de Clermont, et Mathilde, sa femme, donnèrent l'hôpital de Clermont aux Trinitaires « en pure, perpétuelle et irrévocable aumône », à charge de continuer les œuvres de charité et de célébrer le service à perpétuité. Robert de Cressonsacq, évêque de Beauvais, confirma la donation en 1248. Ce couvent, l'institution royale, avait le droit de seigneurie sur le quartier où il était situé. Le patrimoine des religieux s'augmenta considérablement par la suite, à l'occasion de nombreuses donations de la part de Saint Louis, de son frère Alphonse de Poitiers. Le pape Grégoire X, par une bulle de 1271, pris leurs personnes et leurs biens sous la protection du Saint-siège. Honoré IV ajouta en 1285, l'exemption de la dîme.
Robert de Clermont, entre autres legs, avait accordé aux religieux le droit de prendre une épaule de bœuf ou de vache dans les boucheries de la ville, du dimanche qui précède la Saint-Arnoult (patron de la collégiale), au plus proche de la Saint-Martin d'hiver, ce qui leur valut longtemps de nombreux démêlés avec la corporation des bouchers de Clermont. De plus, le couvent possédait le droit d'afforage sur les cabaretiers et débitants de vin, cidre et autres boissons. Les religieux de Saint-André étaient également propriétaires de biens à Béthancourt - Saint-Nicolas et à Béthancourtel. Le costume de l'ordre était de laine blanche, avec croix de Malte sur la chape, le montant rouge et la traverse bleue. Le nombre de religieux ne paraît pas avoir été considérable. Le supérieur portait le titre de ministre, et quatre ou cinq moines formaient l'ensemble de la communauté. Ils recevaient des pensionnaires, dont un grand nombre d’ecclésiastiques, les autres étant des laïcs, adultes ou enfants, mais bientôt, faute de moyens et à cause de la modicité des revenus, les Trinitaires furent obligés de supprimer leur hôpital.
Les religieux cessèrent leurs activités à la Révolution, et quittèrent définitivement les lieux le 6 mai 1791. Tous leurs biens furent saisis et vendus. Le dernier ministre fut le père Jean-Pierre Delaistre. Arrêté comme suspect, il fut remis en liberté par la suite. L'église avec ses dépendances, adjugée 14 050 francs, fut démolie aussitôt, le 10 juillet 1793. Les vitraux, les orgues et les boiseries du chœur furent vendus à des brocanteurs parisiens. Les bâtiments réguliers et abbatiaux, remaniés à la révolution, ont été incendiés à deux reprises à la fin du XVe siècle, et reconstruits entièrement en 1549. Le principal corps de logis fut occupé par le district, puis par l'administration municipale. Le couvent cessa son activité le 6 mai 1791. Les bâtiments réguliers et abbatiaux, remaniés après la Révolution, occupés aujourd'hui par les locaux de la sous-préfecture, sont les vestiges de l'ancien couvent. Le principal corps de logis fut occupé par l'administration municipale. Supprimée en 1926, sous le gouvernement de Poincaré, pour des raisons d'économies budgétaires, elle fut rétablie en 1942, après protestation de la municipalité (le tribunal d'instance de la ville avait subi le même sort). La façade et la tourelle sont inscrites à l'inventaires des monuments historiques depuis le 30 mai 1927.

## Description

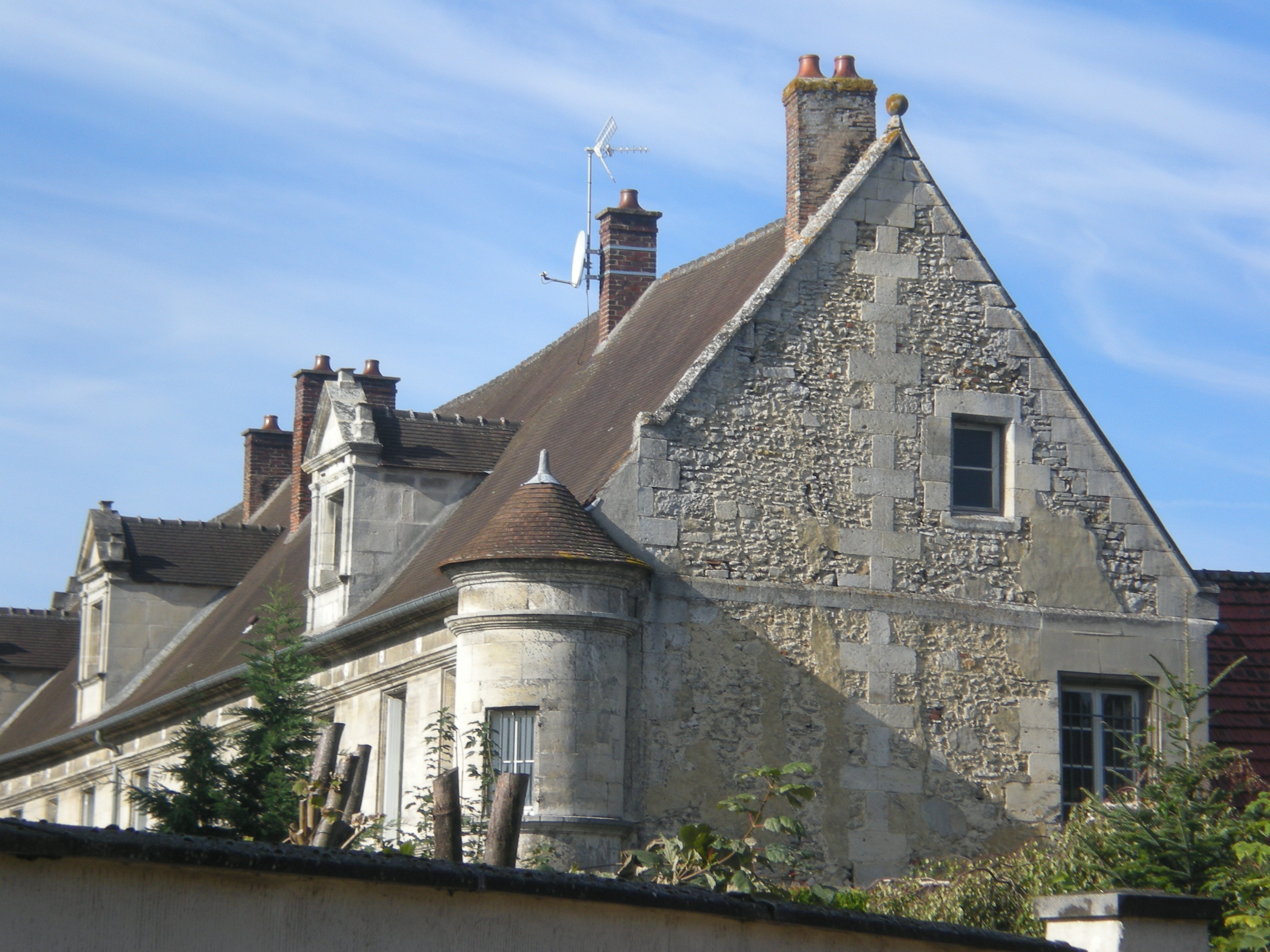
La tourelle inscrite monument historique depuis la rue des Finets

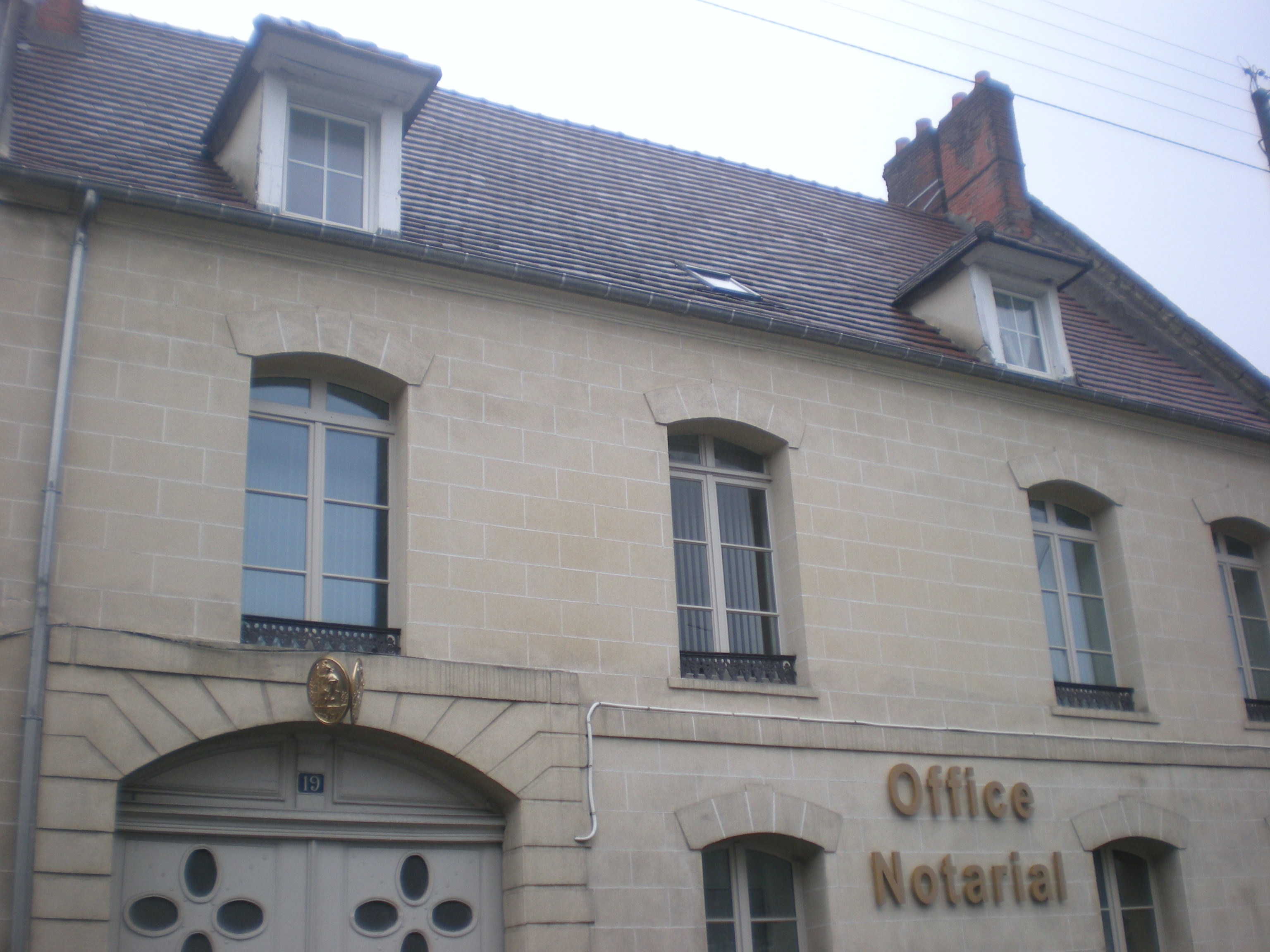
La maison de Froidmont, l'un des seuls vestiges de l'aile ouest du couvent

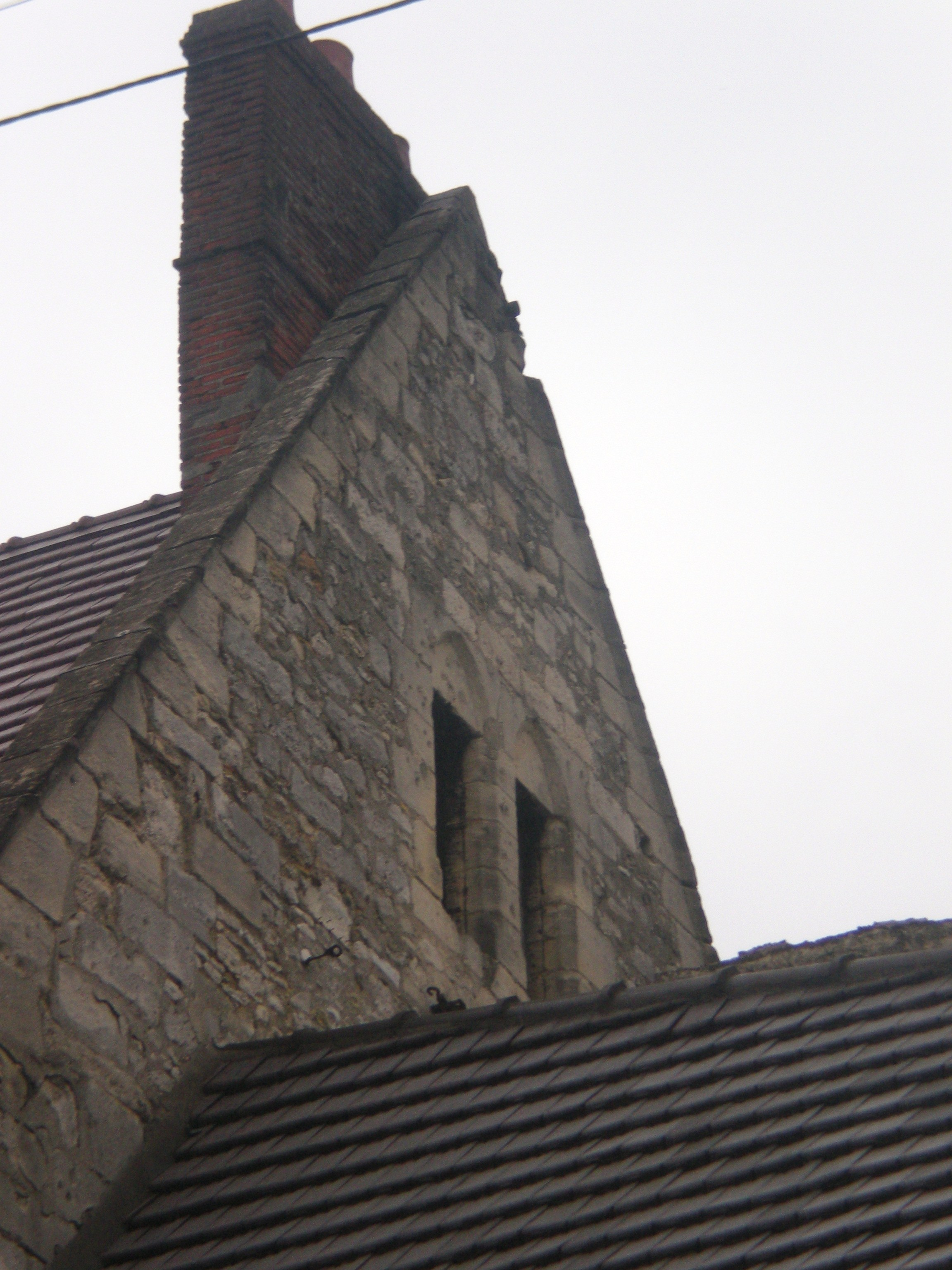
Ouvertures gothiques bouchées sud le pignon sud de la maison de Froidmont

L'église Saint-André servait de paroisse aux habitants du quartier. Les obsèques et inhumations d'un grand nombre d'habitants y étaient célébrées. Le jour de la Saint-André, les religieux offraient un repas aux chanoines de la Collégiale du château de Clermont-en-Beauvaisis et aux religieux de l'abbaye de Froidmont.
Cette église, considérée comme monument remarquable, avait été édifié vers 1392 par Rigault de la Marthe, supérieur du couvent, qui devint par la suite général de l'ordre. Aucun plan de cette église n'a été retrouvé mais une description de Chrestien de Beaumini (maire de la ville de 1765 à 1768) en fait une description détaillée : « Le portail en fer, surmonté des armes de l'ordre fermait l'entrée qui donnait sur la place Saint-André (Place Decuignères actuelle), faisant face à rue des Pourceaux (Rue Pierre Viénot actuelle). On pénétrait dans le sanctuaire par le parvis, sans entrer dans le couvent, après un long passage « ayant vue sur le cimetière du couvent par plusieurs croisées, à hauteur d'appui... ». La façade était percée d'une rose de 15 pieds 6 pouces (environ 7,20m) de diamètre et surmontée d'un petit clocher avec horloge et sonnerie. La porte d'entrée donnait directement sur la nef, terminée par une abside à trois côtés. Il n'y avait pas de bas côtés. Le maître-autel était en bois; au fond, sur un piédestal, un immense personnage représentait certainement saint Jean de Matha, les bras croisés sur la poitrine et tenant une chaîne dans chaque main. Sur les côtés, deux esclaves à genoux, en posture de suppliants, enchaînés par le milieu du corps. L’extrémité de ces chaînes était tenu par le personnage central que nous venons de décrire. Au-dessous et de chaque côté de l'autel, deux statues logées dans ces niches représentaient, grandeur nature, à droite, saint André, crucifié la tête en bas, et à gauche saint Augustin. Le chœur garni de bancs était fermé de chaque côté, pour chacun des deux sexes. Les moines prenaient place dans les stalles. Au bas du chœur se dressait un lutrin, éclairé par un lampadaire. Juste au-dessus du chœur, un clocher, plus important que celui de l'entrée renfermait quatre cloches.
Autour de la nef, on trouvait les différentes chapelles : de la Vierge, de Saint-Roch, de Saint-Nicolas et de Saint-Sébastien, les deux dernières chapelles étaient clôturées par des grilles, et enfin la chapelle du Saint-Sacrement. En effet, il existait une confrérie du Saint-Sacrement où, tous les premiers dimanche du mois, on célébrait un salut. A l'entrée, une porte intérieure ouvrait sur un escalier, vers les orgues et le chœur. ».
L'aile gauche primitive a disparu. Cette partie date des débuts de l'Empire. L'aile droite, réservée aux bureaux administratifs, repose une cave à quatre travées, avec doubleaux et croisées d'ogives. L'ancien escalier conduisant au cloître était dirigé en sens opposé à la descente actuelle. La cave contenait un puits. Contre le mur sud-ouest des bâtiments actuels s'étendait le cloître. On retrouve dans la cour voisine, sur trois côtés, des vestiges de corbeaux qui indiquent la hauteur de sa toiture. À l'angle de la façade est, tournée vers les jardins, on peut admirer une tourelle, remarquable par la justesse de ses proportions. La façade et la tourelle sont inscrites à l'inventaire des monuments historiques depuis le 30 mai 1927. Trois lucarnes éclairent les combles (façade est). Les façades à pignons ont gardé leurs chaperons, terminés par un couronnement décoré d'une boule. À l'aile ouest se trouvaient les écuries, la boucherie, le fournil, les pressoirs et les cuves. Les greniers de cette aile servaient à entreposer le blé et autres céréales. Du côté cour et jardin étaient les serres, melonnières et bâtiments annexes. Une maison, située au no 19 de la rue de Paris (ancienne étude de Me Fraissaint, notaire), fait partie des anciennes constructions du couvent des Trinitaires.

## Administration

### Fonctions
- logement du sous-préfet et de sa famille
- salle de réunion et de travail
- salle pouvant accueillir les invités de marque